# Alto (instrument de musique)
Cet article concerne les instruments de musique en général. Pour l'instrument de la famille des cordes, voir Alto (instrument à cordes). Pour les autres sens, voir Alto.
 (février 2025).
Si vous disposez d'ouvrages ou d'articles de référence ou si vous connaissez des sites web de qualité traitant du thème abordé ici, merci de compléter l'article en donnant les références utiles à sa vérifiabilité et en les liant à la section « Notes et références ».

Ambitus courante d'alto.

Un alto est un type d'instrument de musique au sein d'une famille donnée et dont l'étendue se situe normalement en alto, c'est-à-dire entre celle du soprano et celle du ténor.

## Utilisation
Le terme d'alto est employé aussi bien dans les ensembles ou orchestres modernes (flûtes, saxophones, saxhorns, violons, etc.) que dans les consorts de musique de la Renaissance ou de la période baroque (flûtes à bec, cromornes, saqueboutes, etc.)

## Exemples

### Dans la famille des instruments à cordes frottées

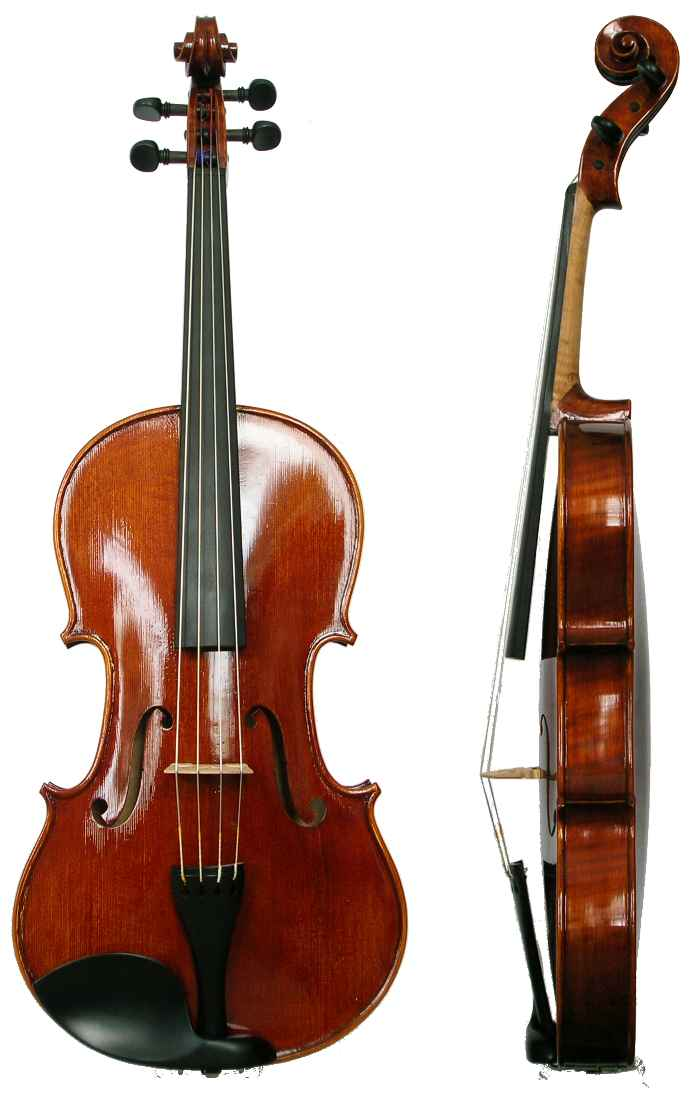
L'alto est un instrument à cordes frottées.

L’alto est un instrument à cordes frottées de la famille du violon, un peu plus grand que ce dernier et sonnant une quinte plus grave.

### Dans la famille des bois
- la flûte à bec alto,

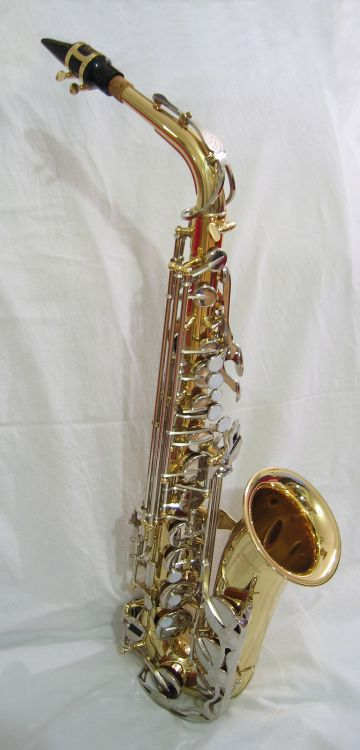
Saxophone alto.

- la flûte traversière alto ou flûte en sol,
- la clarinette alto,
- la clarinette contralto,
- le saxophone alto.

### Dans la famille des cuivres
- le trombone alto,
- le saxhorn alto.

### Pour la voix
La voix d’alto a sa tessiture qui se situe en dessous des sopranos et au-dessus des ténors